# Olympische Sommerspiele 2012/Teilnehmer (Trinidad und Tobago)
| Gelbes Symbol für Goldmedaillen mit stilisierten Olympischen Ringen | Graues Symbol für Silbermedaillen mit stilisierten Olympischen Ringen | Braundes Symbol für Bronzemedaillen mit stilisierten Olympischen Ringen |
| ------------------------------------------------------------------- | --------------------------------------------------------------------- | ----------------------------------------------------------------------- |
| 1                                                                   | 1                                                                     | 2                                                                       |

Trinidad und Tobago nahm an den Olympischen Sommerspielen 2012 in der britischen Hauptstadt in London mit 31 vom Trinidad and Tobago Olympic Committee nominierten Athleten in sechs Sportarten teil.
Seit 1948 war es die 16. Teilnahme Trinidad und Tobagos an Olympischen Sommerspielen.

## Medaillen
Mit einer gewonnenen Gold-, einer Silber- und zwei Bronzemedaillen belegte das Team Trinidad und Tobagos Rang 43 im Medaillenspiegel.

### Gold
- Keshorn Walcott: Speerwurf

### Silber
- Keston Bledman, Marc Burns, Emmanuel Callender, Jamol James und Rondel Sorrillo: 4 × 100-m-Staffel

### Bronze
- Lalonde Gordon: 400 m
- Ade Alleyne-Forte, Machel Cedenio, Lalonde Gordon, Deon Lendore, Renny Quow und Jarrin Solomon: 4 × 400-m-Staffel

## Teilnehmer nach Sportarten

### Boxen
| Männer        |                              |                    |      |   |
| Carlos Suárez | Halbfliegengewicht bis 49 kg | Ferhat Pehlivan () | 6:16 | – |

### Leichtathletik
Laufen und Gehen
| Athleten                                                                                     | Wettbewerb        | Vorlauf     | Vorlauf | Halbfinale         | Halbfinale         | Finale             | Finale             | Rang               |
| Athleten                                                                                     | Wettbewerb        | Zeit        | Rang    | Zeit               | Rang               | Zeit               | Rang               | Rang               |
| -------------------------------------------------------------------------------------------- | ----------------- | ----------- | ------- | ------------------ | ------------------ | ------------------ | ------------------ | ------------------ |
| Frauen                                                                                       |                   |             |         |                    |                    |                    |                    |                    |
| Kelly-Ann Baptiste                                                                           | 100 m             | 10,96 s     | 1       | 11,00 s            | 3                  | 10,94 s            | 6                  | 6                  |
| Semoy Hackett                                                                                | 100 m             | 11,04 s     | 2       | 11,26 s            | 5                  | nicht qualifiziert | nicht qualifiziert | nicht qualifiziert |
| Semoy Hackett                                                                                | 200 m             | 22,81 s     | 2       | 22,55 s            | 3                  | 22,87 s            | 8                  | 8                  |
| Kai Selvon                                                                                   | 100 m             | 22,85 s     | 4       | 23,04 s            | 5                  | nicht qualifiziert | nicht qualifiziert | nicht qualifiziert |
| Kai Selvon                                                                                   | 200 m             | 22,85 s     | 4       | 23,04 s            | 5                  | nicht qualifiziert | nicht qualifiziert | nicht qualifiziert |
| Janeil Bellille                                                                              | 400 m Hürden      | 57,27 s     | 7       | nicht qualifiziert | nicht qualifiziert | nicht qualifiziert | nicht qualifiziert | nicht qualifiziert |
| Michelle-Lee Ahye Kelly-Ann Baptiste Semoy Hackett Sparkle McKnight Kai Selvon Reyare Thomas | 4 × 100-m-Staffel | 42,31 s NR  | 2       | –                  | –                  | DNF                | DNF                | –                  |
| Männer                                                                                       |                   |             |         |                    |                    |                    |                    |                    |
| Keston Bledman                                                                               | 100 m             | 10,13 s     | 3       | 10,04 s            | 4                  | nicht qualifiziert | nicht qualifiziert | nicht qualifiziert |
| Rondel Sorrillo                                                                              | 100 m             | 10,23 s     | 3       | 10,31 s            | 8                  | nicht qualifiziert | nicht qualifiziert | nicht qualifiziert |
| Richard Thompson                                                                             | 100 m             | 10,14 s     | 2       | 10,02 s            | 3                  | 9,98 s             | 7                  | 7                  |
| Rondel Sorrillo                                                                              | 200 m             | 20,76 s     | 5       | nicht qualifiziert | nicht qualifiziert | nicht qualifiziert | nicht qualifiziert | nicht qualifiziert |
| Lalonde Gordon                                                                               | 400 m             | 45,43 s     | 2       | 44,58 s            | 1                  | 44,52 s            | 3                  | Bronze             |
| Deon Lendore                                                                                 | 400 m             | 45,81 s     | 5       | nicht qualifiziert | nicht qualifiziert | nicht qualifiziert | nicht qualifiziert | nicht qualifiziert |
| Renny Quow                                                                                   | 400 m             | DNS         | DNS     | nicht qualifiziert | nicht qualifiziert | nicht qualifiziert | nicht qualifiziert | nicht qualifiziert |
| Wayne Davis                                                                                  | 110 m Hürden      | 13,52 s     | 4       | 13,49 s            | 6                  | nicht qualifiziert | nicht qualifiziert | nicht qualifiziert |
| Mikel Thomas                                                                                 | 110 m Hürden      | 13,74 s     | 5       | nicht qualifiziert | nicht qualifiziert | nicht qualifiziert | nicht qualifiziert | nicht qualifiziert |
| Jehue Gordon                                                                                 | 400 m Hürden      | 49,37 s     | 2       | 47,96 s            | 2                  | 48,86 s            | 6                  | 6                  |
| Keston Bledman Marc Burns Emmanuel Callender Jamol James Rondel Sorrillo                     | 4 × 100-m-Staffel | 38,10 s     | 3       | –                  | –                  | 38,12 s            | 2                  | Silber             |
| Ade Alleyne-Forte Machel Cedenio Lalonde Gordon Deon Lendore Renny Quow Jarrin Solomon       | 4 × 400-m-Staffel | 3:00,38 min | 1       | –                  | –                  | 2:59,40 min NR     | 3                  | Bronze             |

Springen und Werfen
| Athleten         | Wettbewerb  | Qualifikation | Qualifikation | Finale             | Finale             | Rang |
| Athleten         | Wettbewerb  | Weite/Höhe    | Rang          | Weite/Höhe         | Rang               | Rang |
| ---------------- | ----------- | ------------- | ------------- | ------------------ | ------------------ | ---- |
| Frauen           |             |               |               |                    |                    |      |
| Ayanna Alexander | Dreisprung  | 14,09 m       | 14            | nicht qualifiziert | nicht qualifiziert | 14   |
| Cleopatra Borel  | Kugelstoßen | 18,36 m       | 12            | nicht qualifiziert | nicht qualifiziert | 12   |
| Männer           |             |               |               |                    |                    |      |
| Keshorn Walcott  | Speerwurf   | 81,75 m       | 10            | 84,58 m NR         | 1                  | Gold |

### Radsport

#### Bahn
| Athleten        | Wettbewerb | Qualifikation | Qualifikation | Finals                 | Finals                 | Rang |
| Athleten        | Wettbewerb | Zeit          | Rang          | Zeit                   | Rang                   | Rang |
| --------------- | ---------- | ------------- | ------------- | ---------------------- | ---------------------- | ---- |
| Männer          |            |               |               |                        |                        |      |
| Njisane Phillip | Sprint     | 10,202 s      | 10            | Rennen um Platz 3: 0:2 | Rennen um Platz 3: 0:2 | 4    |
| Njisane Phillip | Keirin     | –             | 5             | –                      | 4                      | 7    |

### Schießen
| Athleten     | Wettbewerb         | Qualifikation | Qualifikation | Finale             | Finale             | Ringe | Rang |
| Athleten     | Wettbewerb         | Ringe         | Rang          | Ringe              | Rang               | Ringe | Rang |
| ------------ | ------------------ | ------------- | ------------- | ------------------ | ------------------ | ----- | ---- |
| Männer       |                    |               |               |                    |                    |       |      |
| Roger Daniel | Luftpistole 10 m   | 568           | 36            | nicht qualifiziert | nicht qualifiziert | 568   | 36   |
| Roger Daniel | Freie Pistole 50 m | 539           | 35            | nicht qualifiziert | nicht qualifiziert | 539   | 35   |

### Schwimmen
| Athleten      | Wettbewerb     | Vorlauf | Vorlauf | Halbfinale         | Halbfinale         | Finale             | Finale             | Rang |
| Athleten      | Wettbewerb     | Zeit    | Rang    | Zeit               | Rang               | Zeit               | Rang               | Rang |
| ------------- | -------------- | ------- | ------- | ------------------ | ------------------ | ------------------ | ------------------ | ---- |
| Männer        |                |         |         |                    |                    |                    |                    |      |
| George Bovell | 50 m Freistil  | 21,77 s | 1       | 21,77 s            | 5                  | 21,82 s            | 7                  | 7    |
| George Bovell | 100 m Freistil | DNS     | DNS     | nicht qualifiziert | nicht qualifiziert | nicht qualifiziert | nicht qualifiziert | –    |
| George Bovell | 100 m Rücken   | 55,22 s | 29      | nicht qualifiziert | nicht qualifiziert | nicht qualifiziert | nicht qualifiziert | 29   |

### Segeln
Fleet Race
| Athleten     | Wettbewerb | Qualifikation | Qualifikation | Medal Race         | Medal Race         | Punkte | Rang |
| Athleten     | Wettbewerb | Punkte        | Rang          | Punkte             | Rang               | Punkte | Rang |
| ------------ | ---------- | ------------- | ------------- | ------------------ | ------------------ | ------ | ---- |
| Männer       |            |               |               |                    |                    |        |      |
| Andrew Lewis | Laser      | 315           | 37            | nicht qualifiziert | nicht qualifiziert | 315    | 37   |